# Марк Тайманов
Марк Евгениевич Тайманов е съветски и руски шахматист (състезател и теоретик), както и пианист.

## Биография
Роден е в Харков, където по онова време са учили неговите родители (баща му – в политехнически институт, майка му – в консерватория). Скоро семейството се преселва в Ленинград, с който град е свързан животът му по-нататък.
През 1950 г. става международен майстор. Завоюва званието гросмайстор (1952). Участва в 23 шампионата на СССР, като 2 пъти достига до финален мач – през 1952 г. губи от Михаил Ботвиник, а през 1956 г. става шампион. Играе 14 пъти в първенствата на Ленинград от 1945 до 1998 г. и пет пъти става шампион (1948, 1950, 1952, 1961 и 1973). Участва само на олимпиадата в Москва през 1956 г., като първа резерва. Изиграва 11 партии, постигайки 6 победи и 5 равенства. На тази олимпиада завоюва 2 медала: отборно – златен и индивидуално – бронзов. На международната сцена Тайманов печели редица турнири и побеждава 6 световни шампиони: Ботвиник, Василий Смислов, Михаил Тал, Тигран Петросян, Борис Спаски и Анатолий Карпов.
Два пъти е участвал в състезанията на претендентите за световно първенство. През 1953 г. се класира на 8–9 място в турнир с 15 шахматисти, а през 1970 г. на Междузоналния турнир в Палма де Майорка заема 5–6 място от 24 участници и така достига до мач с директно елиминиране през следващата година.
Най-черната година за Тайманов е 1971 г. Тогава участва в четвъртфинален мач за определяне на кандидатите за световната титла. Негов съперник е бъдещият световен шампион Роберт Фишер. Тогава Тайманов губи с 0:6 от американеца. Поражението е шок за съветското шахматно ръководство. Освен унижението от загубата, последиците за руския шахматист са жестоки. В митницата у Тайманов откриват книга на Александър Солженицин, издадена в чужбина, и 1100 недекларирани гулдена (обикновено шахматисти не се проверяват) , което става причина за репресии срещу него: намаляват му държавната стипендия, спират да го изпращат на турнири в чужбина и е изключен от националния отбор на СССР. Съветското правителство му налага забрана да напуска страната. По-късно тази забрана е отменена. Отнето му е званието заслужил майстор на спорта на СССР, което е възстановено едва през 1991 г. След мача с Фишер, той се разделя с първата си съпруга, с която е живял 27 години. 
Разработва собствени варианти на Сицилианска защита и Защита Нимцович. Публикува редица книги, които са посветени на тези варианти, както и на шампионата на СССР и руските шахматисти Карпов и Каспаров.
Умира на 28 ноември 2016 г. на 90-годишна възраст в болница в Санкт Петербург след половин месец лечение. Погребан е на Литераторските алеи на Во́лковското гробище в Санкт Петербург недалеч от гроба на съпруга на сестра си.

## Семейство
- Баща – Евгений Захарович Тайманов, от еврейско търговско семейство, притежаващо фабрика за електроуреди и лагерни армейски кухни в Смоленск, откъдето бягат в Харков по време на Първата световна война [3]. Работил е като бригадир в завода „Киров“, след това като главен инженер на завода за хидравлика, а след ареста на брат му Григорий Тайманов през 1936 г.[3] е принуден да поеме работа като ръководител снабдяване в Ленинградската консерватория, а след войната и други ленинградски театри.
- Майка – Серафима Ивановна Тайманова (родена Илина), произхожда от благородно семейство.
- Сестра – Ирина Евгениевна Тайманова (р. 1941), оперен режисьор, професор в Петербургската консерватория, заслужил деятел на изкуството на Руската федерация [4]. Нейният съпруг е композиторът В. А. Успенски.
- Брат – Роалд Евгениевич Тайманов (роден 1933 г.), физик и метролог.
- Първата съпруга – Любов Александровна Брук (1926–1996) е пианистка и се изявява в дует на пиано със съпруга си като записват няколко грамофонни плочи[5]. Някои от произведенията им са включени в серията „Великите пианисти на 20 век“. [6]
  - Син – Игор Маркович Тайманов (р. 1947), ръководител на катедрата по общ курс и методика на преподаване на пиано в Държавната консерватория в Санкт Петербург.
- Втора съпруга (1972–1982) – Людмила Леоновна Тайманова (родена Слепян, 1936–1982).
- Третата съпруга е Евгения Юриевна Авербах (родена 1945 г.), дъщеря на гросмайстор Юрий Авербах. [7]
- Четвърта съпруга – Надежда Александровна Тайманова (родена Бахтина през 1961 г.). С нея Марк прекарва последните 30 години от живота си и на 78 години става отново баща:
  - Деца близнаци – Мария и Дмитрий (2004). [8]

|   | a | b | c | d | e | f | g | h |   |
| 8 | черен топ на бяло поле a8 · черен кон на бяло поле c8 · черна дама на бяло поле e8 · черен цар на бяло поле g8 · черен топ на бяло поле f7 · черна пешка на черно поле g7 · черна пешка на бяло поле h7 · черен офицер на бяло поле e6 · черна пешка на черно поле a5 · черна пешка на бяло поле d5 · бяла пешка на черно поле e5 · черна пешка на бяло поле f5 · бял офицер на бяло поле a4 · черна пешка на бяло поле c4 · бяла пешка на черно поле d4 · бяла пешка на черно поле f4 · бяла дама на черно поле h4 · бял офицер на черно поле a3 · бяла пешка на черно поле c3 · бял топ на черно поле e3 · бяла пешка на бяло поле g2 · бяла пешка на черно поле h2 · бял топ на черно поле a1 · бял цар на черно поле g1 | черен топ на бяло поле a8 · черен кон на бяло поле c8 · черна дама на бяло поле e8 · черен цар на бяло поле g8 · черен топ на бяло поле f7 · черна пешка на черно поле g7 · черна пешка на бяло поле h7 · черен офицер на бяло поле e6 · черна пешка на черно поле a5 · черна пешка на бяло поле d5 · бяла пешка на черно поле e5 · черна пешка на бяло поле f5 · бял офицер на бяло поле a4 · черна пешка на бяло поле c4 · бяла пешка на черно поле d4 · бяла пешка на черно поле f4 · бяла дама на черно поле h4 · бял офицер на черно поле a3 · бяла пешка на черно поле c3 · бял топ на черно поле e3 · бяла пешка на бяло поле g2 · бяла пешка на черно поле h2 · бял топ на черно поле a1 · бял цар на черно поле g1 | черен топ на бяло поле a8 · черен кон на бяло поле c8 · черна дама на бяло поле e8 · черен цар на бяло поле g8 · черен топ на бяло поле f7 · черна пешка на черно поле g7 · черна пешка на бяло поле h7 · черен офицер на бяло поле e6 · черна пешка на черно поле a5 · черна пешка на бяло поле d5 · бяла пешка на черно поле e5 · черна пешка на бяло поле f5 · бял офицер на бяло поле a4 · черна пешка на бяло поле c4 · бяла пешка на черно поле d4 · бяла пешка на черно поле f4 · бяла дама на черно поле h4 · бял офицер на черно поле a3 · бяла пешка на черно поле c3 · бял топ на черно поле e3 · бяла пешка на бяло поле g2 · бяла пешка на черно поле h2 · бял топ на черно поле a1 · бял цар на черно поле g1 | черен топ на бяло поле a8 · черен кон на бяло поле c8 · черна дама на бяло поле e8 · черен цар на бяло поле g8 · черен топ на бяло поле f7 · черна пешка на черно поле g7 · черна пешка на бяло поле h7 · черен офицер на бяло поле e6 · черна пешка на черно поле a5 · черна пешка на бяло поле d5 · бяла пешка на черно поле e5 · черна пешка на бяло поле f5 · бял офицер на бяло поле a4 · черна пешка на бяло поле c4 · бяла пешка на черно поле d4 · бяла пешка на черно поле f4 · бяла дама на черно поле h4 · бял офицер на черно поле a3 · бяла пешка на черно поле c3 · бял топ на черно поле e3 · бяла пешка на бяло поле g2 · бяла пешка на черно поле h2 · бял топ на черно поле a1 · бял цар на черно поле g1 | черен топ на бяло поле a8 · черен кон на бяло поле c8 · черна дама на бяло поле e8 · черен цар на бяло поле g8 · черен топ на бяло поле f7 · черна пешка на черно поле g7 · черна пешка на бяло поле h7 · черен офицер на бяло поле e6 · черна пешка на черно поле a5 · черна пешка на бяло поле d5 · бяла пешка на черно поле e5 · черна пешка на бяло поле f5 · бял офицер на бяло поле a4 · черна пешка на бяло поле c4 · бяла пешка на черно поле d4 · бяла пешка на черно поле f4 · бяла дама на черно поле h4 · бял офицер на черно поле a3 · бяла пешка на черно поле c3 · бял топ на черно поле e3 · бяла пешка на бяло поле g2 · бяла пешка на черно поле h2 · бял топ на черно поле a1 · бял цар на черно поле g1 | черен топ на бяло поле a8 · черен кон на бяло поле c8 · черна дама на бяло поле e8 · черен цар на бяло поле g8 · черен топ на бяло поле f7 · черна пешка на черно поле g7 · черна пешка на бяло поле h7 · черен офицер на бяло поле e6 · черна пешка на черно поле a5 · черна пешка на бяло поле d5 · бяла пешка на черно поле e5 · черна пешка на бяло поле f5 · бял офицер на бяло поле a4 · черна пешка на бяло поле c4 · бяла пешка на черно поле d4 · бяла пешка на черно поле f4 · бяла дама на черно поле h4 · бял офицер на черно поле a3 · бяла пешка на черно поле c3 · бял топ на черно поле e3 · бяла пешка на бяло поле g2 · бяла пешка на черно поле h2 · бял топ на черно поле a1 · бял цар на черно поле g1 | черен топ на бяло поле a8 · черен кон на бяло поле c8 · черна дама на бяло поле e8 · черен цар на бяло поле g8 · черен топ на бяло поле f7 · черна пешка на черно поле g7 · черна пешка на бяло поле h7 · черен офицер на бяло поле e6 · черна пешка на черно поле a5 · черна пешка на бяло поле d5 · бяла пешка на черно поле e5 · черна пешка на бяло поле f5 · бял офицер на бяло поле a4 · черна пешка на бяло поле c4 · бяла пешка на черно поле d4 · бяла пешка на черно поле f4 · бяла дама на черно поле h4 · бял офицер на черно поле a3 · бяла пешка на черно поле c3 · бял топ на черно поле e3 · бяла пешка на бяло поле g2 · бяла пешка на черно поле h2 · бял топ на черно поле a1 · бял цар на черно поле g1 | черен топ на бяло поле a8 · черен кон на бяло поле c8 · черна дама на бяло поле e8 · черен цар на бяло поле g8 · черен топ на бяло поле f7 · черна пешка на черно поле g7 · черна пешка на бяло поле h7 · черен офицер на бяло поле e6 · черна пешка на черно поле a5 · черна пешка на бяло поле d5 · бяла пешка на черно поле e5 · черна пешка на бяло поле f5 · бял офицер на бяло поле a4 · черна пешка на бяло поле c4 · бяла пешка на черно поле d4 · бяла пешка на черно поле f4 · бяла дама на черно поле h4 · бял офицер на черно поле a3 · бяла пешка на черно поле c3 · бял топ на черно поле e3 · бяла пешка на бяло поле g2 · бяла пешка на черно поле h2 · бял топ на черно поле a1 · бял цар на черно поле g1 | 8 |
| 7 | черен топ на бяло поле a8 · черен кон на бяло поле c8 · черна дама на бяло поле e8 · черен цар на бяло поле g8 · черен топ на бяло поле f7 · черна пешка на черно поле g7 · черна пешка на бяло поле h7 · черен офицер на бяло поле e6 · черна пешка на черно поле a5 · черна пешка на бяло поле d5 · бяла пешка на черно поле e5 · черна пешка на бяло поле f5 · бял офицер на бяло поле a4 · черна пешка на бяло поле c4 · бяла пешка на черно поле d4 · бяла пешка на черно поле f4 · бяла дама на черно поле h4 · бял офицер на черно поле a3 · бяла пешка на черно поле c3 · бял топ на черно поле e3 · бяла пешка на бяло поле g2 · бяла пешка на черно поле h2 · бял топ на черно поле a1 · бял цар на черно поле g1 | черен топ на бяло поле a8 · черен кон на бяло поле c8 · черна дама на бяло поле e8 · черен цар на бяло поле g8 · черен топ на бяло поле f7 · черна пешка на черно поле g7 · черна пешка на бяло поле h7 · черен офицер на бяло поле e6 · черна пешка на черно поле a5 · черна пешка на бяло поле d5 · бяла пешка на черно поле e5 · черна пешка на бяло поле f5 · бял офицер на бяло поле a4 · черна пешка на бяло поле c4 · бяла пешка на черно поле d4 · бяла пешка на черно поле f4 · бяла дама на черно поле h4 · бял офицер на черно поле a3 · бяла пешка на черно поле c3 · бял топ на черно поле e3 · бяла пешка на бяло поле g2 · бяла пешка на черно поле h2 · бял топ на черно поле a1 · бял цар на черно поле g1 | черен топ на бяло поле a8 · черен кон на бяло поле c8 · черна дама на бяло поле e8 · черен цар на бяло поле g8 · черен топ на бяло поле f7 · черна пешка на черно поле g7 · черна пешка на бяло поле h7 · черен офицер на бяло поле e6 · черна пешка на черно поле a5 · черна пешка на бяло поле d5 · бяла пешка на черно поле e5 · черна пешка на бяло поле f5 · бял офицер на бяло поле a4 · черна пешка на бяло поле c4 · бяла пешка на черно поле d4 · бяла пешка на черно поле f4 · бяла дама на черно поле h4 · бял офицер на черно поле a3 · бяла пешка на черно поле c3 · бял топ на черно поле e3 · бяла пешка на бяло поле g2 · бяла пешка на черно поле h2 · бял топ на черно поле a1 · бял цар на черно поле g1 | черен топ на бяло поле a8 · черен кон на бяло поле c8 · черна дама на бяло поле e8 · черен цар на бяло поле g8 · черен топ на бяло поле f7 · черна пешка на черно поле g7 · черна пешка на бяло поле h7 · черен офицер на бяло поле e6 · черна пешка на черно поле a5 · черна пешка на бяло поле d5 · бяла пешка на черно поле e5 · черна пешка на бяло поле f5 · бял офицер на бяло поле a4 · черна пешка на бяло поле c4 · бяла пешка на черно поле d4 · бяла пешка на черно поле f4 · бяла дама на черно поле h4 · бял офицер на черно поле a3 · бяла пешка на черно поле c3 · бял топ на черно поле e3 · бяла пешка на бяло поле g2 · бяла пешка на черно поле h2 · бял топ на черно поле a1 · бял цар на черно поле g1 | черен топ на бяло поле a8 · черен кон на бяло поле c8 · черна дама на бяло поле e8 · черен цар на бяло поле g8 · черен топ на бяло поле f7 · черна пешка на черно поле g7 · черна пешка на бяло поле h7 · черен офицер на бяло поле e6 · черна пешка на черно поле a5 · черна пешка на бяло поле d5 · бяла пешка на черно поле e5 · черна пешка на бяло поле f5 · бял офицер на бяло поле a4 · черна пешка на бяло поле c4 · бяла пешка на черно поле d4 · бяла пешка на черно поле f4 · бяла дама на черно поле h4 · бял офицер на черно поле a3 · бяла пешка на черно поле c3 · бял топ на черно поле e3 · бяла пешка на бяло поле g2 · бяла пешка на черно поле h2 · бял топ на черно поле a1 · бял цар на черно поле g1 | черен топ на бяло поле a8 · черен кон на бяло поле c8 · черна дама на бяло поле e8 · черен цар на бяло поле g8 · черен топ на бяло поле f7 · черна пешка на черно поле g7 · черна пешка на бяло поле h7 · черен офицер на бяло поле e6 · черна пешка на черно поле a5 · черна пешка на бяло поле d5 · бяла пешка на черно поле e5 · черна пешка на бяло поле f5 · бял офицер на бяло поле a4 · черна пешка на бяло поле c4 · бяла пешка на черно поле d4 · бяла пешка на черно поле f4 · бяла дама на черно поле h4 · бял офицер на черно поле a3 · бяла пешка на черно поле c3 · бял топ на черно поле e3 · бяла пешка на бяло поле g2 · бяла пешка на черно поле h2 · бял топ на черно поле a1 · бял цар на черно поле g1 | черен топ на бяло поле a8 · черен кон на бяло поле c8 · черна дама на бяло поле e8 · черен цар на бяло поле g8 · черен топ на бяло поле f7 · черна пешка на черно поле g7 · черна пешка на бяло поле h7 · черен офицер на бяло поле e6 · черна пешка на черно поле a5 · черна пешка на бяло поле d5 · бяла пешка на черно поле e5 · черна пешка на бяло поле f5 · бял офицер на бяло поле a4 · черна пешка на бяло поле c4 · бяла пешка на черно поле d4 · бяла пешка на черно поле f4 · бяла дама на черно поле h4 · бял офицер на черно поле a3 · бяла пешка на черно поле c3 · бял топ на черно поле e3 · бяла пешка на бяло поле g2 · бяла пешка на черно поле h2 · бял топ на черно поле a1 · бял цар на черно поле g1 | черен топ на бяло поле a8 · черен кон на бяло поле c8 · черна дама на бяло поле e8 · черен цар на бяло поле g8 · черен топ на бяло поле f7 · черна пешка на черно поле g7 · черна пешка на бяло поле h7 · черен офицер на бяло поле e6 · черна пешка на черно поле a5 · черна пешка на бяло поле d5 · бяла пешка на черно поле e5 · черна пешка на бяло поле f5 · бял офицер на бяло поле a4 · черна пешка на бяло поле c4 · бяла пешка на черно поле d4 · бяла пешка на черно поле f4 · бяла дама на черно поле h4 · бял офицер на черно поле a3 · бяла пешка на черно поле c3 · бял топ на черно поле e3 · бяла пешка на бяло поле g2 · бяла пешка на черно поле h2 · бял топ на черно поле a1 · бял цар на черно поле g1 | 7 |
| 6 | черен топ на бяло поле a8 · черен кон на бяло поле c8 · черна дама на бяло поле e8 · черен цар на бяло поле g8 · черен топ на бяло поле f7 · черна пешка на черно поле g7 · черна пешка на бяло поле h7 · черен офицер на бяло поле e6 · черна пешка на черно поле a5 · черна пешка на бяло поле d5 · бяла пешка на черно поле e5 · черна пешка на бяло поле f5 · бял офицер на бяло поле a4 · черна пешка на бяло поле c4 · бяла пешка на черно поле d4 · бяла пешка на черно поле f4 · бяла дама на черно поле h4 · бял офицер на черно поле a3 · бяла пешка на черно поле c3 · бял топ на черно поле e3 · бяла пешка на бяло поле g2 · бяла пешка на черно поле h2 · бял топ на черно поле a1 · бял цар на черно поле g1 | черен топ на бяло поле a8 · черен кон на бяло поле c8 · черна дама на бяло поле e8 · черен цар на бяло поле g8 · черен топ на бяло поле f7 · черна пешка на черно поле g7 · черна пешка на бяло поле h7 · черен офицер на бяло поле e6 · черна пешка на черно поле a5 · черна пешка на бяло поле d5 · бяла пешка на черно поле e5 · черна пешка на бяло поле f5 · бял офицер на бяло поле a4 · черна пешка на бяло поле c4 · бяла пешка на черно поле d4 · бяла пешка на черно поле f4 · бяла дама на черно поле h4 · бял офицер на черно поле a3 · бяла пешка на черно поле c3 · бял топ на черно поле e3 · бяла пешка на бяло поле g2 · бяла пешка на черно поле h2 · бял топ на черно поле a1 · бял цар на черно поле g1 | черен топ на бяло поле a8 · черен кон на бяло поле c8 · черна дама на бяло поле e8 · черен цар на бяло поле g8 · черен топ на бяло поле f7 · черна пешка на черно поле g7 · черна пешка на бяло поле h7 · черен офицер на бяло поле e6 · черна пешка на черно поле a5 · черна пешка на бяло поле d5 · бяла пешка на черно поле e5 · черна пешка на бяло поле f5 · бял офицер на бяло поле a4 · черна пешка на бяло поле c4 · бяла пешка на черно поле d4 · бяла пешка на черно поле f4 · бяла дама на черно поле h4 · бял офицер на черно поле a3 · бяла пешка на черно поле c3 · бял топ на черно поле e3 · бяла пешка на бяло поле g2 · бяла пешка на черно поле h2 · бял топ на черно поле a1 · бял цар на черно поле g1 | черен топ на бяло поле a8 · черен кон на бяло поле c8 · черна дама на бяло поле e8 · черен цар на бяло поле g8 · черен топ на бяло поле f7 · черна пешка на черно поле g7 · черна пешка на бяло поле h7 · черен офицер на бяло поле e6 · черна пешка на черно поле a5 · черна пешка на бяло поле d5 · бяла пешка на черно поле e5 · черна пешка на бяло поле f5 · бял офицер на бяло поле a4 · черна пешка на бяло поле c4 · бяла пешка на черно поле d4 · бяла пешка на черно поле f4 · бяла дама на черно поле h4 · бял офицер на черно поле a3 · бяла пешка на черно поле c3 · бял топ на черно поле e3 · бяла пешка на бяло поле g2 · бяла пешка на черно поле h2 · бял топ на черно поле a1 · бял цар на черно поле g1 | черен топ на бяло поле a8 · черен кон на бяло поле c8 · черна дама на бяло поле e8 · черен цар на бяло поле g8 · черен топ на бяло поле f7 · черна пешка на черно поле g7 · черна пешка на бяло поле h7 · черен офицер на бяло поле e6 · черна пешка на черно поле a5 · черна пешка на бяло поле d5 · бяла пешка на черно поле e5 · черна пешка на бяло поле f5 · бял офицер на бяло поле a4 · черна пешка на бяло поле c4 · бяла пешка на черно поле d4 · бяла пешка на черно поле f4 · бяла дама на черно поле h4 · бял офицер на черно поле a3 · бяла пешка на черно поле c3 · бял топ на черно поле e3 · бяла пешка на бяло поле g2 · бяла пешка на черно поле h2 · бял топ на черно поле a1 · бял цар на черно поле g1 | черен топ на бяло поле a8 · черен кон на бяло поле c8 · черна дама на бяло поле e8 · черен цар на бяло поле g8 · черен топ на бяло поле f7 · черна пешка на черно поле g7 · черна пешка на бяло поле h7 · черен офицер на бяло поле e6 · черна пешка на черно поле a5 · черна пешка на бяло поле d5 · бяла пешка на черно поле e5 · черна пешка на бяло поле f5 · бял офицер на бяло поле a4 · черна пешка на бяло поле c4 · бяла пешка на черно поле d4 · бяла пешка на черно поле f4 · бяла дама на черно поле h4 · бял офицер на черно поле a3 · бяла пешка на черно поле c3 · бял топ на черно поле e3 · бяла пешка на бяло поле g2 · бяла пешка на черно поле h2 · бял топ на черно поле a1 · бял цар на черно поле g1 | черен топ на бяло поле a8 · черен кон на бяло поле c8 · черна дама на бяло поле e8 · черен цар на бяло поле g8 · черен топ на бяло поле f7 · черна пешка на черно поле g7 · черна пешка на бяло поле h7 · черен офицер на бяло поле e6 · черна пешка на черно поле a5 · черна пешка на бяло поле d5 · бяла пешка на черно поле e5 · черна пешка на бяло поле f5 · бял офицер на бяло поле a4 · черна пешка на бяло поле c4 · бяла пешка на черно поле d4 · бяла пешка на черно поле f4 · бяла дама на черно поле h4 · бял офицер на черно поле a3 · бяла пешка на черно поле c3 · бял топ на черно поле e3 · бяла пешка на бяло поле g2 · бяла пешка на черно поле h2 · бял топ на черно поле a1 · бял цар на черно поле g1 | черен топ на бяло поле a8 · черен кон на бяло поле c8 · черна дама на бяло поле e8 · черен цар на бяло поле g8 · черен топ на бяло поле f7 · черна пешка на черно поле g7 · черна пешка на бяло поле h7 · черен офицер на бяло поле e6 · черна пешка на черно поле a5 · черна пешка на бяло поле d5 · бяла пешка на черно поле e5 · черна пешка на бяло поле f5 · бял офицер на бяло поле a4 · черна пешка на бяло поле c4 · бяла пешка на черно поле d4 · бяла пешка на черно поле f4 · бяла дама на черно поле h4 · бял офицер на черно поле a3 · бяла пешка на черно поле c3 · бял топ на черно поле e3 · бяла пешка на бяло поле g2 · бяла пешка на черно поле h2 · бял топ на черно поле a1 · бял цар на черно поле g1 | 6 |
| 5 | черен топ на бяло поле a8 · черен кон на бяло поле c8 · черна дама на бяло поле e8 · черен цар на бяло поле g8 · черен топ на бяло поле f7 · черна пешка на черно поле g7 · черна пешка на бяло поле h7 · черен офицер на бяло поле e6 · черна пешка на черно поле a5 · черна пешка на бяло поле d5 · бяла пешка на черно поле e5 · черна пешка на бяло поле f5 · бял офицер на бяло поле a4 · черна пешка на бяло поле c4 · бяла пешка на черно поле d4 · бяла пешка на черно поле f4 · бяла дама на черно поле h4 · бял офицер на черно поле a3 · бяла пешка на черно поле c3 · бял топ на черно поле e3 · бяла пешка на бяло поле g2 · бяла пешка на черно поле h2 · бял топ на черно поле a1 · бял цар на черно поле g1 | черен топ на бяло поле a8 · черен кон на бяло поле c8 · черна дама на бяло поле e8 · черен цар на бяло поле g8 · черен топ на бяло поле f7 · черна пешка на черно поле g7 · черна пешка на бяло поле h7 · черен офицер на бяло поле e6 · черна пешка на черно поле a5 · черна пешка на бяло поле d5 · бяла пешка на черно поле e5 · черна пешка на бяло поле f5 · бял офицер на бяло поле a4 · черна пешка на бяло поле c4 · бяла пешка на черно поле d4 · бяла пешка на черно поле f4 · бяла дама на черно поле h4 · бял офицер на черно поле a3 · бяла пешка на черно поле c3 · бял топ на черно поле e3 · бяла пешка на бяло поле g2 · бяла пешка на черно поле h2 · бял топ на черно поле a1 · бял цар на черно поле g1 | черен топ на бяло поле a8 · черен кон на бяло поле c8 · черна дама на бяло поле e8 · черен цар на бяло поле g8 · черен топ на бяло поле f7 · черна пешка на черно поле g7 · черна пешка на бяло поле h7 · черен офицер на бяло поле e6 · черна пешка на черно поле a5 · черна пешка на бяло поле d5 · бяла пешка на черно поле e5 · черна пешка на бяло поле f5 · бял офицер на бяло поле a4 · черна пешка на бяло поле c4 · бяла пешка на черно поле d4 · бяла пешка на черно поле f4 · бяла дама на черно поле h4 · бял офицер на черно поле a3 · бяла пешка на черно поле c3 · бял топ на черно поле e3 · бяла пешка на бяло поле g2 · бяла пешка на черно поле h2 · бял топ на черно поле a1 · бял цар на черно поле g1 | черен топ на бяло поле a8 · черен кон на бяло поле c8 · черна дама на бяло поле e8 · черен цар на бяло поле g8 · черен топ на бяло поле f7 · черна пешка на черно поле g7 · черна пешка на бяло поле h7 · черен офицер на бяло поле e6 · черна пешка на черно поле a5 · черна пешка на бяло поле d5 · бяла пешка на черно поле e5 · черна пешка на бяло поле f5 · бял офицер на бяло поле a4 · черна пешка на бяло поле c4 · бяла пешка на черно поле d4 · бяла пешка на черно поле f4 · бяла дама на черно поле h4 · бял офицер на черно поле a3 · бяла пешка на черно поле c3 · бял топ на черно поле e3 · бяла пешка на бяло поле g2 · бяла пешка на черно поле h2 · бял топ на черно поле a1 · бял цар на черно поле g1 | черен топ на бяло поле a8 · черен кон на бяло поле c8 · черна дама на бяло поле e8 · черен цар на бяло поле g8 · черен топ на бяло поле f7 · черна пешка на черно поле g7 · черна пешка на бяло поле h7 · черен офицер на бяло поле e6 · черна пешка на черно поле a5 · черна пешка на бяло поле d5 · бяла пешка на черно поле e5 · черна пешка на бяло поле f5 · бял офицер на бяло поле a4 · черна пешка на бяло поле c4 · бяла пешка на черно поле d4 · бяла пешка на черно поле f4 · бяла дама на черно поле h4 · бял офицер на черно поле a3 · бяла пешка на черно поле c3 · бял топ на черно поле e3 · бяла пешка на бяло поле g2 · бяла пешка на черно поле h2 · бял топ на черно поле a1 · бял цар на черно поле g1 | черен топ на бяло поле a8 · черен кон на бяло поле c8 · черна дама на бяло поле e8 · черен цар на бяло поле g8 · черен топ на бяло поле f7 · черна пешка на черно поле g7 · черна пешка на бяло поле h7 · черен офицер на бяло поле e6 · черна пешка на черно поле a5 · черна пешка на бяло поле d5 · бяла пешка на черно поле e5 · черна пешка на бяло поле f5 · бял офицер на бяло поле a4 · черна пешка на бяло поле c4 · бяла пешка на черно поле d4 · бяла пешка на черно поле f4 · бяла дама на черно поле h4 · бял офицер на черно поле a3 · бяла пешка на черно поле c3 · бял топ на черно поле e3 · бяла пешка на бяло поле g2 · бяла пешка на черно поле h2 · бял топ на черно поле a1 · бял цар на черно поле g1 | черен топ на бяло поле a8 · черен кон на бяло поле c8 · черна дама на бяло поле e8 · черен цар на бяло поле g8 · черен топ на бяло поле f7 · черна пешка на черно поле g7 · черна пешка на бяло поле h7 · черен офицер на бяло поле e6 · черна пешка на черно поле a5 · черна пешка на бяло поле d5 · бяла пешка на черно поле e5 · черна пешка на бяло поле f5 · бял офицер на бяло поле a4 · черна пешка на бяло поле c4 · бяла пешка на черно поле d4 · бяла пешка на черно поле f4 · бяла дама на черно поле h4 · бял офицер на черно поле a3 · бяла пешка на черно поле c3 · бял топ на черно поле e3 · бяла пешка на бяло поле g2 · бяла пешка на черно поле h2 · бял топ на черно поле a1 · бял цар на черно поле g1 | черен топ на бяло поле a8 · черен кон на бяло поле c8 · черна дама на бяло поле e8 · черен цар на бяло поле g8 · черен топ на бяло поле f7 · черна пешка на черно поле g7 · черна пешка на бяло поле h7 · черен офицер на бяло поле e6 · черна пешка на черно поле a5 · черна пешка на бяло поле d5 · бяла пешка на черно поле e5 · черна пешка на бяло поле f5 · бял офицер на бяло поле a4 · черна пешка на бяло поле c4 · бяла пешка на черно поле d4 · бяла пешка на черно поле f4 · бяла дама на черно поле h4 · бял офицер на черно поле a3 · бяла пешка на черно поле c3 · бял топ на черно поле e3 · бяла пешка на бяло поле g2 · бяла пешка на черно поле h2 · бял топ на черно поле a1 · бял цар на черно поле g1 | 5 |
| 4 | черен топ на бяло поле a8 · черен кон на бяло поле c8 · черна дама на бяло поле e8 · черен цар на бяло поле g8 · черен топ на бяло поле f7 · черна пешка на черно поле g7 · черна пешка на бяло поле h7 · черен офицер на бяло поле e6 · черна пешка на черно поле a5 · черна пешка на бяло поле d5 · бяла пешка на черно поле e5 · черна пешка на бяло поле f5 · бял офицер на бяло поле a4 · черна пешка на бяло поле c4 · бяла пешка на черно поле d4 · бяла пешка на черно поле f4 · бяла дама на черно поле h4 · бял офицер на черно поле a3 · бяла пешка на черно поле c3 · бял топ на черно поле e3 · бяла пешка на бяло поле g2 · бяла пешка на черно поле h2 · бял топ на черно поле a1 · бял цар на черно поле g1 | черен топ на бяло поле a8 · черен кон на бяло поле c8 · черна дама на бяло поле e8 · черен цар на бяло поле g8 · черен топ на бяло поле f7 · черна пешка на черно поле g7 · черна пешка на бяло поле h7 · черен офицер на бяло поле e6 · черна пешка на черно поле a5 · черна пешка на бяло поле d5 · бяла пешка на черно поле e5 · черна пешка на бяло поле f5 · бял офицер на бяло поле a4 · черна пешка на бяло поле c4 · бяла пешка на черно поле d4 · бяла пешка на черно поле f4 · бяла дама на черно поле h4 · бял офицер на черно поле a3 · бяла пешка на черно поле c3 · бял топ на черно поле e3 · бяла пешка на бяло поле g2 · бяла пешка на черно поле h2 · бял топ на черно поле a1 · бял цар на черно поле g1 | черен топ на бяло поле a8 · черен кон на бяло поле c8 · черна дама на бяло поле e8 · черен цар на бяло поле g8 · черен топ на бяло поле f7 · черна пешка на черно поле g7 · черна пешка на бяло поле h7 · черен офицер на бяло поле e6 · черна пешка на черно поле a5 · черна пешка на бяло поле d5 · бяла пешка на черно поле e5 · черна пешка на бяло поле f5 · бял офицер на бяло поле a4 · черна пешка на бяло поле c4 · бяла пешка на черно поле d4 · бяла пешка на черно поле f4 · бяла дама на черно поле h4 · бял офицер на черно поле a3 · бяла пешка на черно поле c3 · бял топ на черно поле e3 · бяла пешка на бяло поле g2 · бяла пешка на черно поле h2 · бял топ на черно поле a1 · бял цар на черно поле g1 | черен топ на бяло поле a8 · черен кон на бяло поле c8 · черна дама на бяло поле e8 · черен цар на бяло поле g8 · черен топ на бяло поле f7 · черна пешка на черно поле g7 · черна пешка на бяло поле h7 · черен офицер на бяло поле e6 · черна пешка на черно поле a5 · черна пешка на бяло поле d5 · бяла пешка на черно поле e5 · черна пешка на бяло поле f5 · бял офицер на бяло поле a4 · черна пешка на бяло поле c4 · бяла пешка на черно поле d4 · бяла пешка на черно поле f4 · бяла дама на черно поле h4 · бял офицер на черно поле a3 · бяла пешка на черно поле c3 · бял топ на черно поле e3 · бяла пешка на бяло поле g2 · бяла пешка на черно поле h2 · бял топ на черно поле a1 · бял цар на черно поле g1 | черен топ на бяло поле a8 · черен кон на бяло поле c8 · черна дама на бяло поле e8 · черен цар на бяло поле g8 · черен топ на бяло поле f7 · черна пешка на черно поле g7 · черна пешка на бяло поле h7 · черен офицер на бяло поле e6 · черна пешка на черно поле a5 · черна пешка на бяло поле d5 · бяла пешка на черно поле e5 · черна пешка на бяло поле f5 · бял офицер на бяло поле a4 · черна пешка на бяло поле c4 · бяла пешка на черно поле d4 · бяла пешка на черно поле f4 · бяла дама на черно поле h4 · бял офицер на черно поле a3 · бяла пешка на черно поле c3 · бял топ на черно поле e3 · бяла пешка на бяло поле g2 · бяла пешка на черно поле h2 · бял топ на черно поле a1 · бял цар на черно поле g1 | черен топ на бяло поле a8 · черен кон на бяло поле c8 · черна дама на бяло поле e8 · черен цар на бяло поле g8 · черен топ на бяло поле f7 · черна пешка на черно поле g7 · черна пешка на бяло поле h7 · черен офицер на бяло поле e6 · черна пешка на черно поле a5 · черна пешка на бяло поле d5 · бяла пешка на черно поле e5 · черна пешка на бяло поле f5 · бял офицер на бяло поле a4 · черна пешка на бяло поле c4 · бяла пешка на черно поле d4 · бяла пешка на черно поле f4 · бяла дама на черно поле h4 · бял офицер на черно поле a3 · бяла пешка на черно поле c3 · бял топ на черно поле e3 · бяла пешка на бяло поле g2 · бяла пешка на черно поле h2 · бял топ на черно поле a1 · бял цар на черно поле g1 | черен топ на бяло поле a8 · черен кон на бяло поле c8 · черна дама на бяло поле e8 · черен цар на бяло поле g8 · черен топ на бяло поле f7 · черна пешка на черно поле g7 · черна пешка на бяло поле h7 · черен офицер на бяло поле e6 · черна пешка на черно поле a5 · черна пешка на бяло поле d5 · бяла пешка на черно поле e5 · черна пешка на бяло поле f5 · бял офицер на бяло поле a4 · черна пешка на бяло поле c4 · бяла пешка на черно поле d4 · бяла пешка на черно поле f4 · бяла дама на черно поле h4 · бял офицер на черно поле a3 · бяла пешка на черно поле c3 · бял топ на черно поле e3 · бяла пешка на бяло поле g2 · бяла пешка на черно поле h2 · бял топ на черно поле a1 · бял цар на черно поле g1 | черен топ на бяло поле a8 · черен кон на бяло поле c8 · черна дама на бяло поле e8 · черен цар на бяло поле g8 · черен топ на бяло поле f7 · черна пешка на черно поле g7 · черна пешка на бяло поле h7 · черен офицер на бяло поле e6 · черна пешка на черно поле a5 · черна пешка на бяло поле d5 · бяла пешка на черно поле e5 · черна пешка на бяло поле f5 · бял офицер на бяло поле a4 · черна пешка на бяло поле c4 · бяла пешка на черно поле d4 · бяла пешка на черно поле f4 · бяла дама на черно поле h4 · бял офицер на черно поле a3 · бяла пешка на черно поле c3 · бял топ на черно поле e3 · бяла пешка на бяло поле g2 · бяла пешка на черно поле h2 · бял топ на черно поле a1 · бял цар на черно поле g1 | 4 |
| 3 | черен топ на бяло поле a8 · черен кон на бяло поле c8 · черна дама на бяло поле e8 · черен цар на бяло поле g8 · черен топ на бяло поле f7 · черна пешка на черно поле g7 · черна пешка на бяло поле h7 · черен офицер на бяло поле e6 · черна пешка на черно поле a5 · черна пешка на бяло поле d5 · бяла пешка на черно поле e5 · черна пешка на бяло поле f5 · бял офицер на бяло поле a4 · черна пешка на бяло поле c4 · бяла пешка на черно поле d4 · бяла пешка на черно поле f4 · бяла дама на черно поле h4 · бял офицер на черно поле a3 · бяла пешка на черно поле c3 · бял топ на черно поле e3 · бяла пешка на бяло поле g2 · бяла пешка на черно поле h2 · бял топ на черно поле a1 · бял цар на черно поле g1 | черен топ на бяло поле a8 · черен кон на бяло поле c8 · черна дама на бяло поле e8 · черен цар на бяло поле g8 · черен топ на бяло поле f7 · черна пешка на черно поле g7 · черна пешка на бяло поле h7 · черен офицер на бяло поле e6 · черна пешка на черно поле a5 · черна пешка на бяло поле d5 · бяла пешка на черно поле e5 · черна пешка на бяло поле f5 · бял офицер на бяло поле a4 · черна пешка на бяло поле c4 · бяла пешка на черно поле d4 · бяла пешка на черно поле f4 · бяла дама на черно поле h4 · бял офицер на черно поле a3 · бяла пешка на черно поле c3 · бял топ на черно поле e3 · бяла пешка на бяло поле g2 · бяла пешка на черно поле h2 · бял топ на черно поле a1 · бял цар на черно поле g1 | черен топ на бяло поле a8 · черен кон на бяло поле c8 · черна дама на бяло поле e8 · черен цар на бяло поле g8 · черен топ на бяло поле f7 · черна пешка на черно поле g7 · черна пешка на бяло поле h7 · черен офицер на бяло поле e6 · черна пешка на черно поле a5 · черна пешка на бяло поле d5 · бяла пешка на черно поле e5 · черна пешка на бяло поле f5 · бял офицер на бяло поле a4 · черна пешка на бяло поле c4 · бяла пешка на черно поле d4 · бяла пешка на черно поле f4 · бяла дама на черно поле h4 · бял офицер на черно поле a3 · бяла пешка на черно поле c3 · бял топ на черно поле e3 · бяла пешка на бяло поле g2 · бяла пешка на черно поле h2 · бял топ на черно поле a1 · бял цар на черно поле g1 | черен топ на бяло поле a8 · черен кон на бяло поле c8 · черна дама на бяло поле e8 · черен цар на бяло поле g8 · черен топ на бяло поле f7 · черна пешка на черно поле g7 · черна пешка на бяло поле h7 · черен офицер на бяло поле e6 · черна пешка на черно поле a5 · черна пешка на бяло поле d5 · бяла пешка на черно поле e5 · черна пешка на бяло поле f5 · бял офицер на бяло поле a4 · черна пешка на бяло поле c4 · бяла пешка на черно поле d4 · бяла пешка на черно поле f4 · бяла дама на черно поле h4 · бял офицер на черно поле a3 · бяла пешка на черно поле c3 · бял топ на черно поле e3 · бяла пешка на бяло поле g2 · бяла пешка на черно поле h2 · бял топ на черно поле a1 · бял цар на черно поле g1 | черен топ на бяло поле a8 · черен кон на бяло поле c8 · черна дама на бяло поле e8 · черен цар на бяло поле g8 · черен топ на бяло поле f7 · черна пешка на черно поле g7 · черна пешка на бяло поле h7 · черен офицер на бяло поле e6 · черна пешка на черно поле a5 · черна пешка на бяло поле d5 · бяла пешка на черно поле e5 · черна пешка на бяло поле f5 · бял офицер на бяло поле a4 · черна пешка на бяло поле c4 · бяла пешка на черно поле d4 · бяла пешка на черно поле f4 · бяла дама на черно поле h4 · бял офицер на черно поле a3 · бяла пешка на черно поле c3 · бял топ на черно поле e3 · бяла пешка на бяло поле g2 · бяла пешка на черно поле h2 · бял топ на черно поле a1 · бял цар на черно поле g1 | черен топ на бяло поле a8 · черен кон на бяло поле c8 · черна дама на бяло поле e8 · черен цар на бяло поле g8 · черен топ на бяло поле f7 · черна пешка на черно поле g7 · черна пешка на бяло поле h7 · черен офицер на бяло поле e6 · черна пешка на черно поле a5 · черна пешка на бяло поле d5 · бяла пешка на черно поле e5 · черна пешка на бяло поле f5 · бял офицер на бяло поле a4 · черна пешка на бяло поле c4 · бяла пешка на черно поле d4 · бяла пешка на черно поле f4 · бяла дама на черно поле h4 · бял офицер на черно поле a3 · бяла пешка на черно поле c3 · бял топ на черно поле e3 · бяла пешка на бяло поле g2 · бяла пешка на черно поле h2 · бял топ на черно поле a1 · бял цар на черно поле g1 | черен топ на бяло поле a8 · черен кон на бяло поле c8 · черна дама на бяло поле e8 · черен цар на бяло поле g8 · черен топ на бяло поле f7 · черна пешка на черно поле g7 · черна пешка на бяло поле h7 · черен офицер на бяло поле e6 · черна пешка на черно поле a5 · черна пешка на бяло поле d5 · бяла пешка на черно поле e5 · черна пешка на бяло поле f5 · бял офицер на бяло поле a4 · черна пешка на бяло поле c4 · бяла пешка на черно поле d4 · бяла пешка на черно поле f4 · бяла дама на черно поле h4 · бял офицер на черно поле a3 · бяла пешка на черно поле c3 · бял топ на черно поле e3 · бяла пешка на бяло поле g2 · бяла пешка на черно поле h2 · бял топ на черно поле a1 · бял цар на черно поле g1 | черен топ на бяло поле a8 · черен кон на бяло поле c8 · черна дама на бяло поле e8 · черен цар на бяло поле g8 · черен топ на бяло поле f7 · черна пешка на черно поле g7 · черна пешка на бяло поле h7 · черен офицер на бяло поле e6 · черна пешка на черно поле a5 · черна пешка на бяло поле d5 · бяла пешка на черно поле e5 · черна пешка на бяло поле f5 · бял офицер на бяло поле a4 · черна пешка на бяло поле c4 · бяла пешка на черно поле d4 · бяла пешка на черно поле f4 · бяла дама на черно поле h4 · бял офицер на черно поле a3 · бяла пешка на черно поле c3 · бял топ на черно поле e3 · бяла пешка на бяло поле g2 · бяла пешка на черно поле h2 · бял топ на черно поле a1 · бял цар на черно поле g1 | 3 |
| 2 | черен топ на бяло поле a8 · черен кон на бяло поле c8 · черна дама на бяло поле e8 · черен цар на бяло поле g8 · черен топ на бяло поле f7 · черна пешка на черно поле g7 · черна пешка на бяло поле h7 · черен офицер на бяло поле e6 · черна пешка на черно поле a5 · черна пешка на бяло поле d5 · бяла пешка на черно поле e5 · черна пешка на бяло поле f5 · бял офицер на бяло поле a4 · черна пешка на бяло поле c4 · бяла пешка на черно поле d4 · бяла пешка на черно поле f4 · бяла дама на черно поле h4 · бял офицер на черно поле a3 · бяла пешка на черно поле c3 · бял топ на черно поле e3 · бяла пешка на бяло поле g2 · бяла пешка на черно поле h2 · бял топ на черно поле a1 · бял цар на черно поле g1 | черен топ на бяло поле a8 · черен кон на бяло поле c8 · черна дама на бяло поле e8 · черен цар на бяло поле g8 · черен топ на бяло поле f7 · черна пешка на черно поле g7 · черна пешка на бяло поле h7 · черен офицер на бяло поле e6 · черна пешка на черно поле a5 · черна пешка на бяло поле d5 · бяла пешка на черно поле e5 · черна пешка на бяло поле f5 · бял офицер на бяло поле a4 · черна пешка на бяло поле c4 · бяла пешка на черно поле d4 · бяла пешка на черно поле f4 · бяла дама на черно поле h4 · бял офицер на черно поле a3 · бяла пешка на черно поле c3 · бял топ на черно поле e3 · бяла пешка на бяло поле g2 · бяла пешка на черно поле h2 · бял топ на черно поле a1 · бял цар на черно поле g1 | черен топ на бяло поле a8 · черен кон на бяло поле c8 · черна дама на бяло поле e8 · черен цар на бяло поле g8 · черен топ на бяло поле f7 · черна пешка на черно поле g7 · черна пешка на бяло поле h7 · черен офицер на бяло поле e6 · черна пешка на черно поле a5 · черна пешка на бяло поле d5 · бяла пешка на черно поле e5 · черна пешка на бяло поле f5 · бял офицер на бяло поле a4 · черна пешка на бяло поле c4 · бяла пешка на черно поле d4 · бяла пешка на черно поле f4 · бяла дама на черно поле h4 · бял офицер на черно поле a3 · бяла пешка на черно поле c3 · бял топ на черно поле e3 · бяла пешка на бяло поле g2 · бяла пешка на черно поле h2 · бял топ на черно поле a1 · бял цар на черно поле g1 | черен топ на бяло поле a8 · черен кон на бяло поле c8 · черна дама на бяло поле e8 · черен цар на бяло поле g8 · черен топ на бяло поле f7 · черна пешка на черно поле g7 · черна пешка на бяло поле h7 · черен офицер на бяло поле e6 · черна пешка на черно поле a5 · черна пешка на бяло поле d5 · бяла пешка на черно поле e5 · черна пешка на бяло поле f5 · бял офицер на бяло поле a4 · черна пешка на бяло поле c4 · бяла пешка на черно поле d4 · бяла пешка на черно поле f4 · бяла дама на черно поле h4 · бял офицер на черно поле a3 · бяла пешка на черно поле c3 · бял топ на черно поле e3 · бяла пешка на бяло поле g2 · бяла пешка на черно поле h2 · бял топ на черно поле a1 · бял цар на черно поле g1 | черен топ на бяло поле a8 · черен кон на бяло поле c8 · черна дама на бяло поле e8 · черен цар на бяло поле g8 · черен топ на бяло поле f7 · черна пешка на черно поле g7 · черна пешка на бяло поле h7 · черен офицер на бяло поле e6 · черна пешка на черно поле a5 · черна пешка на бяло поле d5 · бяла пешка на черно поле e5 · черна пешка на бяло поле f5 · бял офицер на бяло поле a4 · черна пешка на бяло поле c4 · бяла пешка на черно поле d4 · бяла пешка на черно поле f4 · бяла дама на черно поле h4 · бял офицер на черно поле a3 · бяла пешка на черно поле c3 · бял топ на черно поле e3 · бяла пешка на бяло поле g2 · бяла пешка на черно поле h2 · бял топ на черно поле a1 · бял цар на черно поле g1 | черен топ на бяло поле a8 · черен кон на бяло поле c8 · черна дама на бяло поле e8 · черен цар на бяло поле g8 · черен топ на бяло поле f7 · черна пешка на черно поле g7 · черна пешка на бяло поле h7 · черен офицер на бяло поле e6 · черна пешка на черно поле a5 · черна пешка на бяло поле d5 · бяла пешка на черно поле e5 · черна пешка на бяло поле f5 · бял офицер на бяло поле a4 · черна пешка на бяло поле c4 · бяла пешка на черно поле d4 · бяла пешка на черно поле f4 · бяла дама на черно поле h4 · бял офицер на черно поле a3 · бяла пешка на черно поле c3 · бял топ на черно поле e3 · бяла пешка на бяло поле g2 · бяла пешка на черно поле h2 · бял топ на черно поле a1 · бял цар на черно поле g1 | черен топ на бяло поле a8 · черен кон на бяло поле c8 · черна дама на бяло поле e8 · черен цар на бяло поле g8 · черен топ на бяло поле f7 · черна пешка на черно поле g7 · черна пешка на бяло поле h7 · черен офицер на бяло поле e6 · черна пешка на черно поле a5 · черна пешка на бяло поле d5 · бяла пешка на черно поле e5 · черна пешка на бяло поле f5 · бял офицер на бяло поле a4 · черна пешка на бяло поле c4 · бяла пешка на черно поле d4 · бяла пешка на черно поле f4 · бяла дама на черно поле h4 · бял офицер на черно поле a3 · бяла пешка на черно поле c3 · бял топ на черно поле e3 · бяла пешка на бяло поле g2 · бяла пешка на черно поле h2 · бял топ на черно поле a1 · бял цар на черно поле g1 | черен топ на бяло поле a8 · черен кон на бяло поле c8 · черна дама на бяло поле e8 · черен цар на бяло поле g8 · черен топ на бяло поле f7 · черна пешка на черно поле g7 · черна пешка на бяло поле h7 · черен офицер на бяло поле e6 · черна пешка на черно поле a5 · черна пешка на бяло поле d5 · бяла пешка на черно поле e5 · черна пешка на бяло поле f5 · бял офицер на бяло поле a4 · черна пешка на бяло поле c4 · бяла пешка на черно поле d4 · бяла пешка на черно поле f4 · бяла дама на черно поле h4 · бял офицер на черно поле a3 · бяла пешка на черно поле c3 · бял топ на черно поле e3 · бяла пешка на бяло поле g2 · бяла пешка на черно поле h2 · бял топ на черно поле a1 · бял цар на черно поле g1 | 2 |
| 1 | черен топ на бяло поле a8 · черен кон на бяло поле c8 · черна дама на бяло поле e8 · черен цар на бяло поле g8 · черен топ на бяло поле f7 · черна пешка на черно поле g7 · черна пешка на бяло поле h7 · черен офицер на бяло поле e6 · черна пешка на черно поле a5 · черна пешка на бяло поле d5 · бяла пешка на черно поле e5 · черна пешка на бяло поле f5 · бял офицер на бяло поле a4 · черна пешка на бяло поле c4 · бяла пешка на черно поле d4 · бяла пешка на черно поле f4 · бяла дама на черно поле h4 · бял офицер на черно поле a3 · бяла пешка на черно поле c3 · бял топ на черно поле e3 · бяла пешка на бяло поле g2 · бяла пешка на черно поле h2 · бял топ на черно поле a1 · бял цар на черно поле g1 | черен топ на бяло поле a8 · черен кон на бяло поле c8 · черна дама на бяло поле e8 · черен цар на бяло поле g8 · черен топ на бяло поле f7 · черна пешка на черно поле g7 · черна пешка на бяло поле h7 · черен офицер на бяло поле e6 · черна пешка на черно поле a5 · черна пешка на бяло поле d5 · бяла пешка на черно поле e5 · черна пешка на бяло поле f5 · бял офицер на бяло поле a4 · черна пешка на бяло поле c4 · бяла пешка на черно поле d4 · бяла пешка на черно поле f4 · бяла дама на черно поле h4 · бял офицер на черно поле a3 · бяла пешка на черно поле c3 · бял топ на черно поле e3 · бяла пешка на бяло поле g2 · бяла пешка на черно поле h2 · бял топ на черно поле a1 · бял цар на черно поле g1 | черен топ на бяло поле a8 · черен кон на бяло поле c8 · черна дама на бяло поле e8 · черен цар на бяло поле g8 · черен топ на бяло поле f7 · черна пешка на черно поле g7 · черна пешка на бяло поле h7 · черен офицер на бяло поле e6 · черна пешка на черно поле a5 · черна пешка на бяло поле d5 · бяла пешка на черно поле e5 · черна пешка на бяло поле f5 · бял офицер на бяло поле a4 · черна пешка на бяло поле c4 · бяла пешка на черно поле d4 · бяла пешка на черно поле f4 · бяла дама на черно поле h4 · бял офицер на черно поле a3 · бяла пешка на черно поле c3 · бял топ на черно поле e3 · бяла пешка на бяло поле g2 · бяла пешка на черно поле h2 · бял топ на черно поле a1 · бял цар на черно поле g1 | черен топ на бяло поле a8 · черен кон на бяло поле c8 · черна дама на бяло поле e8 · черен цар на бяло поле g8 · черен топ на бяло поле f7 · черна пешка на черно поле g7 · черна пешка на бяло поле h7 · черен офицер на бяло поле e6 · черна пешка на черно поле a5 · черна пешка на бяло поле d5 · бяла пешка на черно поле e5 · черна пешка на бяло поле f5 · бял офицер на бяло поле a4 · черна пешка на бяло поле c4 · бяла пешка на черно поле d4 · бяла пешка на черно поле f4 · бяла дама на черно поле h4 · бял офицер на черно поле a3 · бяла пешка на черно поле c3 · бял топ на черно поле e3 · бяла пешка на бяло поле g2 · бяла пешка на черно поле h2 · бял топ на черно поле a1 · бял цар на черно поле g1 | черен топ на бяло поле a8 · черен кон на бяло поле c8 · черна дама на бяло поле e8 · черен цар на бяло поле g8 · черен топ на бяло поле f7 · черна пешка на черно поле g7 · черна пешка на бяло поле h7 · черен офицер на бяло поле e6 · черна пешка на черно поле a5 · черна пешка на бяло поле d5 · бяла пешка на черно поле e5 · черна пешка на бяло поле f5 · бял офицер на бяло поле a4 · черна пешка на бяло поле c4 · бяла пешка на черно поле d4 · бяла пешка на черно поле f4 · бяла дама на черно поле h4 · бял офицер на черно поле a3 · бяла пешка на черно поле c3 · бял топ на черно поле e3 · бяла пешка на бяло поле g2 · бяла пешка на черно поле h2 · бял топ на черно поле a1 · бял цар на черно поле g1 | черен топ на бяло поле a8 · черен кон на бяло поле c8 · черна дама на бяло поле e8 · черен цар на бяло поле g8 · черен топ на бяло поле f7 · черна пешка на черно поле g7 · черна пешка на бяло поле h7 · черен офицер на бяло поле e6 · черна пешка на черно поле a5 · черна пешка на бяло поле d5 · бяла пешка на черно поле e5 · черна пешка на бяло поле f5 · бял офицер на бяло поле a4 · черна пешка на бяло поле c4 · бяла пешка на черно поле d4 · бяла пешка на черно поле f4 · бяла дама на черно поле h4 · бял офицер на черно поле a3 · бяла пешка на черно поле c3 · бял топ на черно поле e3 · бяла пешка на бяло поле g2 · бяла пешка на черно поле h2 · бял топ на черно поле a1 · бял цар на черно поле g1 | черен топ на бяло поле a8 · черен кон на бяло поле c8 · черна дама на бяло поле e8 · черен цар на бяло поле g8 · черен топ на бяло поле f7 · черна пешка на черно поле g7 · черна пешка на бяло поле h7 · черен офицер на бяло поле e6 · черна пешка на черно поле a5 · черна пешка на бяло поле d5 · бяла пешка на черно поле e5 · черна пешка на бяло поле f5 · бял офицер на бяло поле a4 · черна пешка на бяло поле c4 · бяла пешка на черно поле d4 · бяла пешка на черно поле f4 · бяла дама на черно поле h4 · бял офицер на черно поле a3 · бяла пешка на черно поле c3 · бял топ на черно поле e3 · бяла пешка на бяло поле g2 · бяла пешка на черно поле h2 · бял топ на черно поле a1 · бял цар на черно поле g1 | черен топ на бяло поле a8 · черен кон на бяло поле c8 · черна дама на бяло поле e8 · черен цар на бяло поле g8 · черен топ на бяло поле f7 · черна пешка на черно поле g7 · черна пешка на бяло поле h7 · черен офицер на бяло поле e6 · черна пешка на черно поле a5 · черна пешка на бяло поле d5 · бяла пешка на черно поле e5 · черна пешка на бяло поле f5 · бял офицер на бяло поле a4 · черна пешка на бяло поле c4 · бяла пешка на черно поле d4 · бяла пешка на черно поле f4 · бяла дама на черно поле h4 · бял офицер на черно поле a3 · бяла пешка на черно поле c3 · бял топ на черно поле e3 · бяла пешка на бяло поле g2 · бяла пешка на черно поле h2 · бял топ на черно поле a1 · бял цар на черно поле g1 | 1 |
|   | a | b | c | d | e | f | g | h |   |

## Избрани партии
1. Марк Тайманов – Тигран Петросян 1 – 0
Турнир на претендентите за световно първенство – XX кръг, Цюрих, 6.10.1953 г.
Нимцо-индийска защита: нормален вариант. Защита Бернщайн (E58)
1. d4 Kf6 2. c4 e6 3. Kc3 Ob4 4. e3 c5 5. Od3 0-0 6. Kf3 d5 7. 0-0 Kc6 8. a3 O:c3 9. b:c3 b6 10. c:d5 e:d5 11. Ke5 Аc7 12. K:c6 Д:с6 13. f3 Oe6 14. Де1 Kd7 15. e4 c4 16. Oc2 e5 17. e5 Tf7 18. a4 a5 19. f4 b5 20. a:b5 Д:b5 21. Oa3 Kb6 22. Дh4 Дe8 23. Tf3 Kc8?? 24. Оа4!! (диаграма 1) Завличане! Не може 24. ... Д:а4 ?? 25. Дd8+ и мат в 2 хода. 24. ... Td7? Жертва на качество. По-добре 24. ...Оd7 25. Tb1 Дd8 26. O:d7 Д:d7 27. Tg3 Ka7 28. Oe7 Of7 29. Дg5 Og6 30. h4 Kc6 31. Oa3 Kd8 32. h5 Ke6 33. Дh4 Of7 34. h6 g6 35. Дf6 Дd8 36. Oe7 Дc7 37. T:g6+ h:g6 38. h7+ Ц:h7 39. Д:f7+ Kg7 40. Цf2 с неизбежния 41. Th1 мат 1 – 0

## Книги
- Защита Нимцовича: Анализ основных дебютных систем – М., издательство „Физкультура и спорт“, 1956. 238 с. (2-е изд. 1960)
- Зарубежные встречи: Из дневников шахматиста – Ленинград: Лениздат, 1958, 297, [5] с.
- Защита Нимцовича – М.: Физкультура и спорт, 1985, 384 с. – (Теория дебютов) – 100 000 экз.
- Матч на первенство мира Карпов – Каспаров — М.: издательство „Физкультура и спорт“, 1986, 238, [2] с., [10] л. ил. (В соавторстве с Ю. Авербахом)
- Я был жертвой Фишера – Санкт-Петербург: Шахфорум, 1993, 110, [1] с. ISBN 5-87395-001-6
- Вспоминая самых-самых…. – Санкт-Петербург: Ретро, 2003, 287 с., [16] л. ил. ISBN 5-94855-007-9
- Шахматная школа Марка Тайманова. — Русский шахматный дом, 2008, 256 с. ISBN 978-5-94693-066-6